# Limosneros con garrote
Limosneros con garrote é um filme de comédia mexicano dirigido por Jaime Salvador e produzido por Roberto Gómez Bolaños. Lançado em 1961, foi protagonizado pela dupla humorística Marco Antonio Campos e Gaspar Henaine.

## Elenco
- Marco Antonio Campos - Viruta
- Gaspar Henaine - Capulina
- Kippy Casado - Amparo
- Carlos Agostí - Deval
- Roberto Meyer
- Arcelia Larrañaga
- Roberto Gómez Bolaños